# Oststeinbek
Oststeinbek là một đô thị ở huyện Stormarn, bang Schleswig-Holstein, Đức. Đô thị này có diện tích 11,37 km², dân số thời điểm 31 tháng 12 năm 2006 là 7878 người. Đô thị này có cự ly khoảng 13 kilômét về phía đông của trung tâm Hamburg, ở biên giới giữa Hamburg và Schleswig-Holstein.